# Natation synchronisée aux championnats du monde de natation 2017
Navigation
Kazan 2015 Gwangju 2019
Neuf épreuves de natation synchronisée sont disputées dans le cadre des Championnats du monde de natation 2017 organisés à Budapest (Hongrie). Elles se déroulent du 14 au 22 juillet 2017.

## Tableau des médailles
| Rang  | Nation     | Or | Argent | Bronze | Total |
| ----- | ---------- | -- | ------ | ------ | ----- |
| 1     | Russie     | 6  | 1      | 0      | 7     |
| 2     | Chine      | 1  | 4      | 0      | 5     |
| 3     | Italie     | 1  | 0      | 0      | 1     |
| 3     | Espagne    | 0  | 2      | 0      | 2     |
| 5     | Ukraine    | 0  | 1      | 5      | 6     |
| 6     | Japon      | 0  | 0      | 2      | 2     |
| 7     | États-Unis | 0  | 0      | 1      | 1     |
| Total | Total      | 8  | 8      | 8      | 24    |

## Délégations
50 délégations sont représentées dans les épreuves de natation synchronisée des Championnats du monde 2017.
| - Afrique du Sud - Allemagne - Argentine - Aruba - Australie - Autriche - Biélorussie - Brésil - Bulgarie - Canada - Chili - Chine - Colombie - Corée du Nord - Corée du Sud - Costa Rica - Croatie | - Cuba - Égypte - Espagne - États-Unis - France - Grèce - Hong Kong - Hongrie - Israël - Italie - Japon - Kazakhstan - Liechtenstein - Macao - Malaisie - Mexique - Nouvelle-Zélande | - Ouzbékistan - Panama - Pays-Bas - Philippines - Pologne - Portugal - République tchèque - Royaume-Uni - Russie - Serbie - Singapour - Slovaquie - Suède - Suisse - Turquie - Ukraine |

## Résultats détaillés

### Solo
| Rang | Nom                    | Pays        | Points   |
| ---- | ---------------------- | ----------- | -------- |
| 1    | Svetlana Kolesnichenko | Russie      | 96.1333  |
| 2    | Ona Carbonell          | Espagne     | 95.03333 |
| 3    | Anna Voloshyna         | Ukraine     | 93.3000  |
| 4    | Yukiko Inui            | Japon       | 92.0667  |
| 5    | Linda Cerruti          | Italie      | 90.6000  |
| 6    | Jacqueline Simoneau    | Canada      | 90.1333  |
| 7    | Evangelia Platanioti   | Grèce       | 88.0000  |
| 8    | Vasiliki Alexandri     | Autriche    | 86.3333  |
| 9    | Eve Planeix            | France      | 84.6000  |
| 10   | Vasilina Khandoshka    | Biélorussie | 83.7667  |

| Rang | Nom                    | Pays          | Points  |
| ---- | ---------------------- | ------------- | ------- |
| 1    | Svetlana Kolesnichenko | Russie        | 95.2036 |
| 2    | Ona Carbonell          | Espagne       | 93.6534 |
| 3    | Anna Voloshyna         | Ukraine       | 91.9992 |
| 4    | Yukiko Inui            | Japon         | 91.7490 |
| 5    | Jacqueline Simoneau    | Canada        | 89.5000 |
| 6    | Linda Cerruti          | Italie        | 88.3369 |
| 7    | Evangelia Platanioti   | Grèce         | 86.5328 |
| 8    | Vasiliki Alexandri     | Autriche      | 83.9967 |
| 9    | Min Hae-yon            | Corée du Nord | 83.1769 |
| 10   | Joana Jimenez Garcia   | Mexique       | 82.4507 |

### Duo
| Rang | Noms                                        | Pays       | Points  |
| ---- | ------------------------------------------- | ---------- | ------- |
| 1    | Svetlana Kolesnichenko Alexandra Patskevich | Russie     | 97.0000 |
| 2    | Jiang Tingting Jiang Wenwen                 | Chine      | 95.3000 |
| 3    | Anna Voloshyna Yelyzaveta Yakhno            | Ukraine    | 93.2667 |
| 4    | Yukiko Inui Kanami Nakamaki                 | Japon      | 93.1333 |
| 5    | Ona Carbonell Paula Ramírez                 | Espagne    | 91.7333 |
| 6    | Linda Cerruti Costanza Ferro                | Italie     | 90.5667 |
| 7    | Claudia Holzner Jacqueline Simoneau         | Canada     | 89.0000 |
| 8    | Evangelia Papazoglou Evangelia Platanioti   | Grèce      | 87.6333 |
| 9    | Karem Achach Nuria Diosdado                 | Mexique    | 96.5333 |
| 10   | Anita Alvarez Victoria Woroniecki           | États-Unis | 84.1333 |

| Rang | Noms                                             | Pays     | Points  |
| ---- | ------------------------------------------------ | -------- | ------- |
| 1    | Svetlana Kolesnichenko Alexandra Patskevich      | Russie   | 95.0515 |
| 2    | Jiang Tingting Jiang Wenwen                      | Chine    | 94.0775 |
| 3    | Anna Voloshyna Yelyzaveta Yakhno                 | Ukraine  | 92.6482 |
| 4    | Yukiko Inui Mai Nakamura                         | Japon    | 92.0572 |
| 5    | Ona Carbonell Paula Ramirez                      | Espagne  | 90.7507 |
| 6    | Linda Cerruti Costanza Ferro                     | Italie   | 89.2463 |
| 7    | Claudia Holzner Jacqueline Simoneau              | Canada   | 87.6523 |
| 8    | Anna-Maria Alexandri Eirini Alexandri            | Autriche | 85.7694 |
| 9    | Evangelia Papazoglou Evangelia Platanioti        | Grèce    | 85.7439 |
| 10   | Karem Achach Ramirez Nuria Lidon Diosdado Garcia | Mexique  | 85.2599 |

### Duo mixte
| Rang | Noms | Pays | Points |
| ---- | ---- | ---- | ------ |
| 1    |      |      |        |
| 2    |      |      |        |
| 3    |      |      |        |
| 4    |      |      |        |
| 5    |      |      |        |
| 6    |      |      |        |
| 7    |      |      |        |
| 8    |      |      |        |
| 9    |      |      |        |
| 10   |      |      |        |

| Rang | Noms                                             | Pays     | Points  |
| ---- | ------------------------------------------------ | -------- | ------- |
| 1    | Svetlana Kolesnichenko Alexandra Patskevich      | Russie   | 90.2979 |
| 2    | Jiang Tingting Jiang Wenwen                      | Chine    | 90.2639 |
| 3    | Anna Voloshyna Yelyzaveta Yakhno                 | Ukraine  | 87.6682 |
| 4    | Yukiko Inui Mai Nakamura                         | Japon    | 86.2679 |
| 5    | Ona Carbonell Paula Ramirez                      | Espagne  | 84.3336 |
| 6    | Linda Cerruti Costanza Ferro                     | Italie   | 82.3413 |
| 7    | Claudia Holzner Jacqueline Simoneau              | Canada   | 79.0853 |
| 8    | Anna-Maria Alexandri Eirini Alexandri            | Autriche | 70.3147 |
| 9    | Evangelia Papazoglou Evangelia Platanioti        | Grèce    | 69.8654 |
| 10   | Karem Achach Ramirez Nuria Lidon Diosdado Garcia | Mexique  | 59.8113 |

### Equipe
| Rang | Pays    | Points  |
| ---- | ------- | ------- |
| 1    | Russie  | 97.3000 |
| 2    | Chine   | 95.2333 |
| 3    | Ukraine | 93.9333 |
| 4    | Japon   | 93.1000 |
| 5    | Italie  | 91.7000 |
| 6    | Espagne | 90.7000 |
| 7    | Canada  | 88.8000 |
| 8    | Mexique | 87.9000 |
| 9    | Grèce   | 86.4333 |
| 10   | France  | 85.4667 |

| Rang | Pays          | Points  |
| ---- | ------------- | ------- |
| 1    | Russie        | 96.0109 |
| 2    | Chine         | 94.2165 |
| 3    | Japon         | 93.1590 |
| 4    | Ukraine       | 92.3596 |
| 5    | Italie        | 90.7617 |
| 6    | Espagne       | 88.4687 |
| 7    | Canada        | 86.2044 |
| 8    | Mexique       | 85.9664 |
| 9    | Grèce         | 83.9112 |
| 10   | Corée du Nord | 83.4354 |